# Cinodontídeos
Cinodontídeos (Cynodontidae) é uma família de peixes actinopterígeos pertencentes à ordem Characiformes.

## Taxonomia
Subfamília Cynodontinae
- Cynodon
- Hydrolycus
- Rhaphiodon

Subfamília Roestinae
- Gilbertolus
- Roestes